# El adorable profesor Aldao
El adorable profesor Aldao fue una telenovela peruana producida y transmitida por Panamericana Televisión en 1971. La historia fue una versión en la telenovela argentina Adorable profesor Aldao, que a su vez se basó en la radionovela Altanera Evangelina Garret, escrita por Alberto Migré y adaptada por Enrique Victoria.
Contó con los roles protagónicos del mexicano Julio Alemán y la peruana Regina Alcóver, junto con Patricia Aspíllaga y Hernán Romero.

## Argumento
Esta telenovela cuenta las peripecias de Viviana Hortiguera (Regina Alcóver), una adolescente consentida que tras la muerte de sus padres, es criada por su tía Constanza (Patricia Aspillaga), con quien tiene una mala relación, además de que ella maneja la fortuna que la joven heredó. En el internado donde pasa los días de la semana, Viviana es una estudiante de carácter rebelde, siendo muy popular entre todas sus compañeras. Por otro lado, Mariano Aldao (Julio Alemán) es un hombre tímido que, cercano a los cuarenta años, todavía vive con su madre, pero su vida cambia al aceptar el puesto de profesor en el internado. Al conocerse, Viviana se enamora de él a primera vista, pero a Mariano le atrae más la tía Constanza. Finalmente, después de mil y una aventuras, Viviana consigue el amor de su adorado profesor Aldao, sin embargo, este último fallece en un accidente de tránsito.

## Reparto
- Julio Alemán - Mariano Aldao
- Regina Alcóver - Viviana Hortiguera
- Patricia Aspíllaga - Constanza
- Hernán Romero
- Elvira Tizon - Delmira
- Nora Guzmán - Madre superiora
- Esmeralda Checa - Celadora Peralta
- Yola Polastri - Paquita
- Lola Vilar - Ama de llaves
- Francisco Solari - Chofer
- Liz Ureta
- María del Carmen Ureta
- Gabriela Linares
- Irene de Zela
- Miriam González
- Aurora Aranda
- Carmen Stain

## Secuela
En 1972, Panamericana Televisión realizó una secuela de la historia titulada La inconquistable Viviana Hortiguera, protagonizada nuevamente por Regina Alcóver y Hernán Romero, junto con Miguel Palmer. La telenovela se basó en la segunda parte de la versión argentina Adorable profesor Aldao, y cuyo título también fue Inconquistable Viviana Hortiguera, realizada en 1970. La historia tuvo otra adaptación argentina en 1994, llamada Inconquistable corazón.

## Versiones
El adorable profesor Aldao se basó en la radionovela argentina Altanera Evangelina Garret, escrita por Alberto Migré. Las otras versiones de esta historia son:
- Altanera Evangelina Garret: Telenovela argentina realizada por Canal 13 en 1962, protagonizada por Atilio Marinelli y Mabel Landó.
- Adorable profesor Aldao: Telenovela argentina realizada por Canal 9 en 1968, protagonizada por Guillermo Bredeston y Beatriz Taibo.
- Pablo en nuestra piel: Telenovela argentina realizada por Canal 13 en 1977, protagonizada por Arturo Puig y María Valenzuela.
- Carmín: Telenovela peruana realizada por Panamericana Televisión en 1984, protagonizada por Patricia Pereyra y Roberto Moll.
- El hombre que amo: Telenovela argentina realizada por Canal 9 en 1986, protagonizada por Germán Kraus, Stella Maris Closas y Silvia Kutika.
- Besos robados: Telenovela venezolano-peruana realizada por Venevisión y Frecuencia Latina en 2004, protagonizada por Stephanie Cayo y Juan Carlos García.